# Plecoptera stigmatica
Plecoptera stigmatica là một loài bướm đêm trong họ Erebidae.